# La Llacuna
La Llacuna ist eine katalanische Gemeinde (Municipio) mit 982 Einwohnern (Stand: 2024) in der Provinz Barcelona im Nordosten Spaniens. Sie liegt in der Comarca Anoia. Zur Gemeinde gehören neben dem Hauptort unter anderem die Ortschaften Rofes und Torrebusqueta.

## Lage
La Llacuna liegt etwa 75 Kilometer westnordwestlich von Barcelona in einer Höhe von ca. 615 m. 

## Bevölkerungsentwicklung
| Jahr      | 1970 | 1981 | 1991 | 2001 | 2011 | 2021 |
| Einwohner | 875  | 729  | 792  | 852  | 935  | 917  |

## Sehenswürdigkeiten
- Reste der Burg von Vilademàger mit Peterskirche
- Marienkirche
- Josephskirche
- Antoniuskapelle

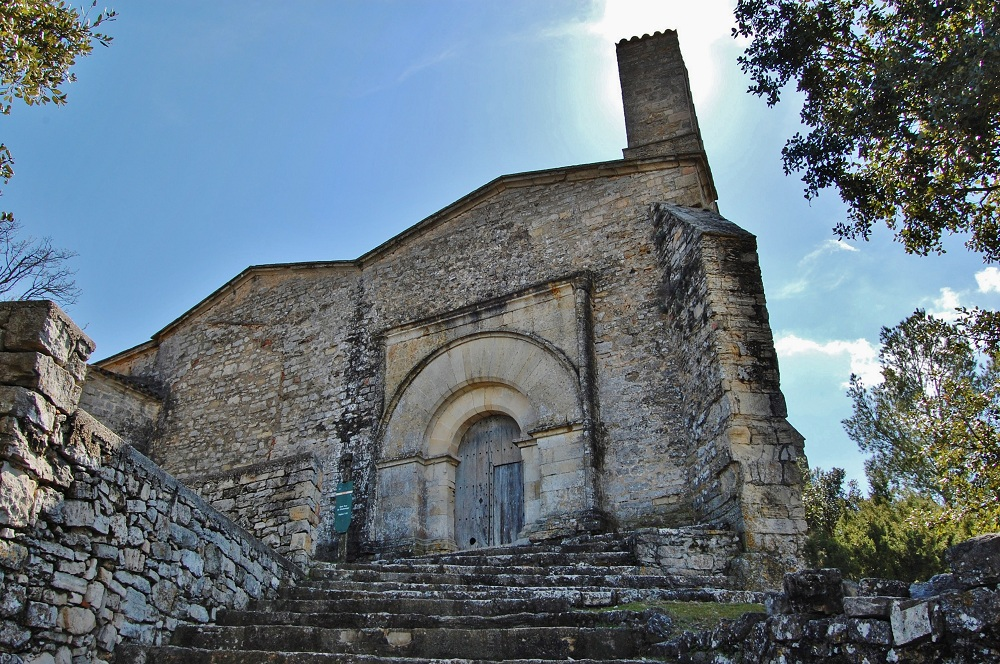
Reste der Burganlage von Vilademàger mit Peterskirche
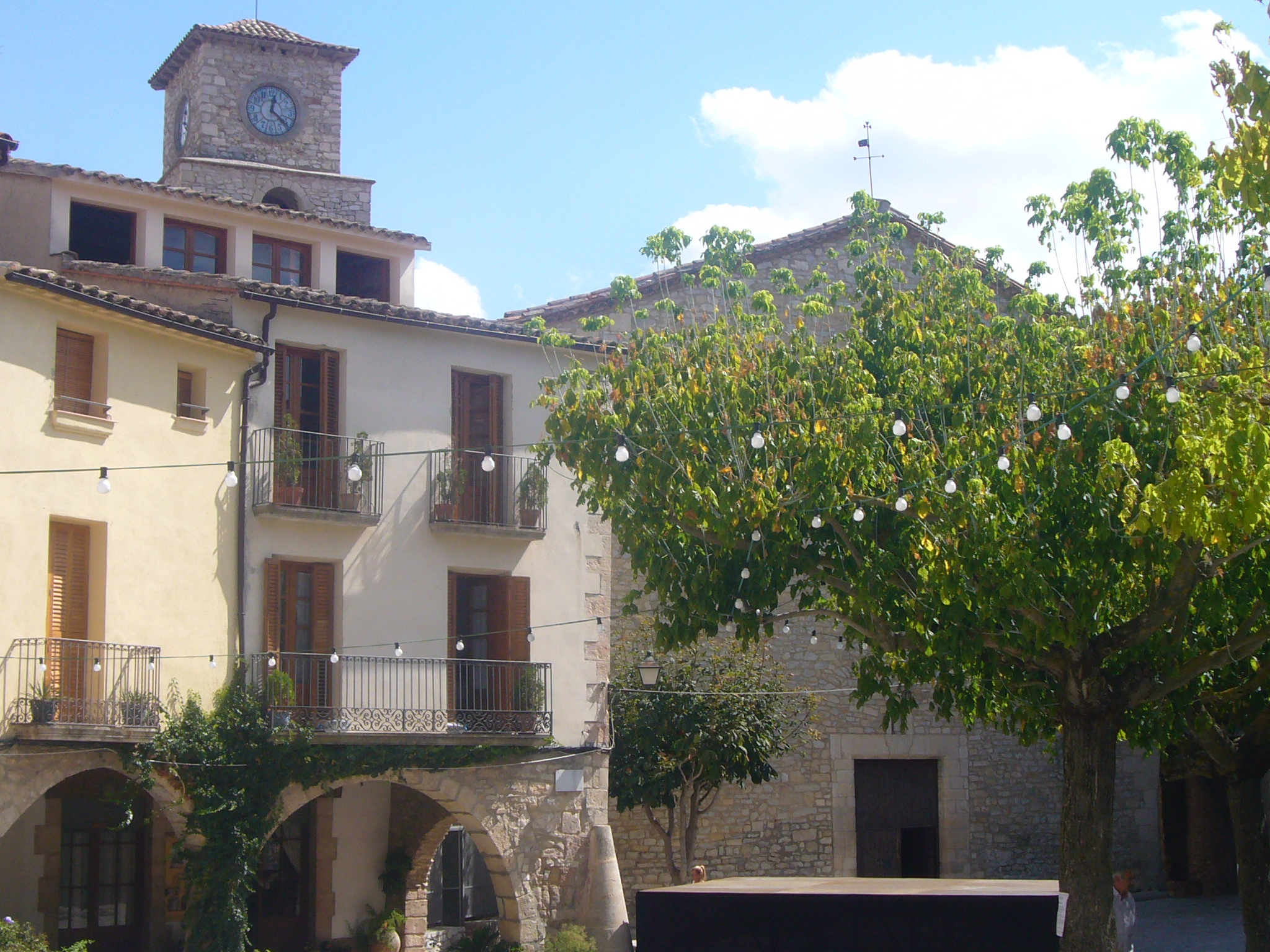
Marienkirche
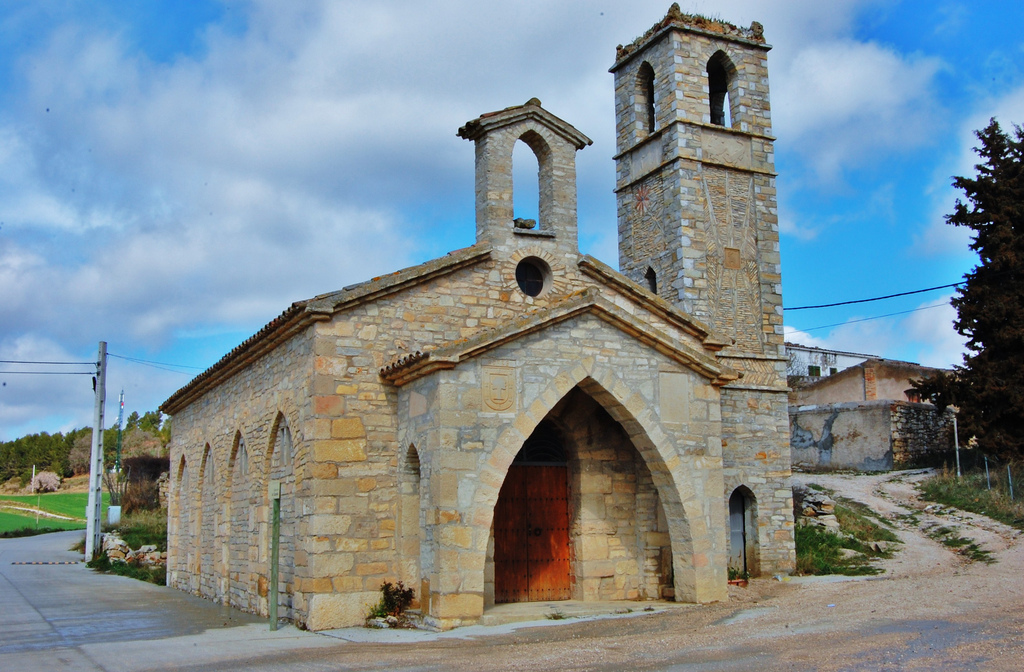
Josephskirche
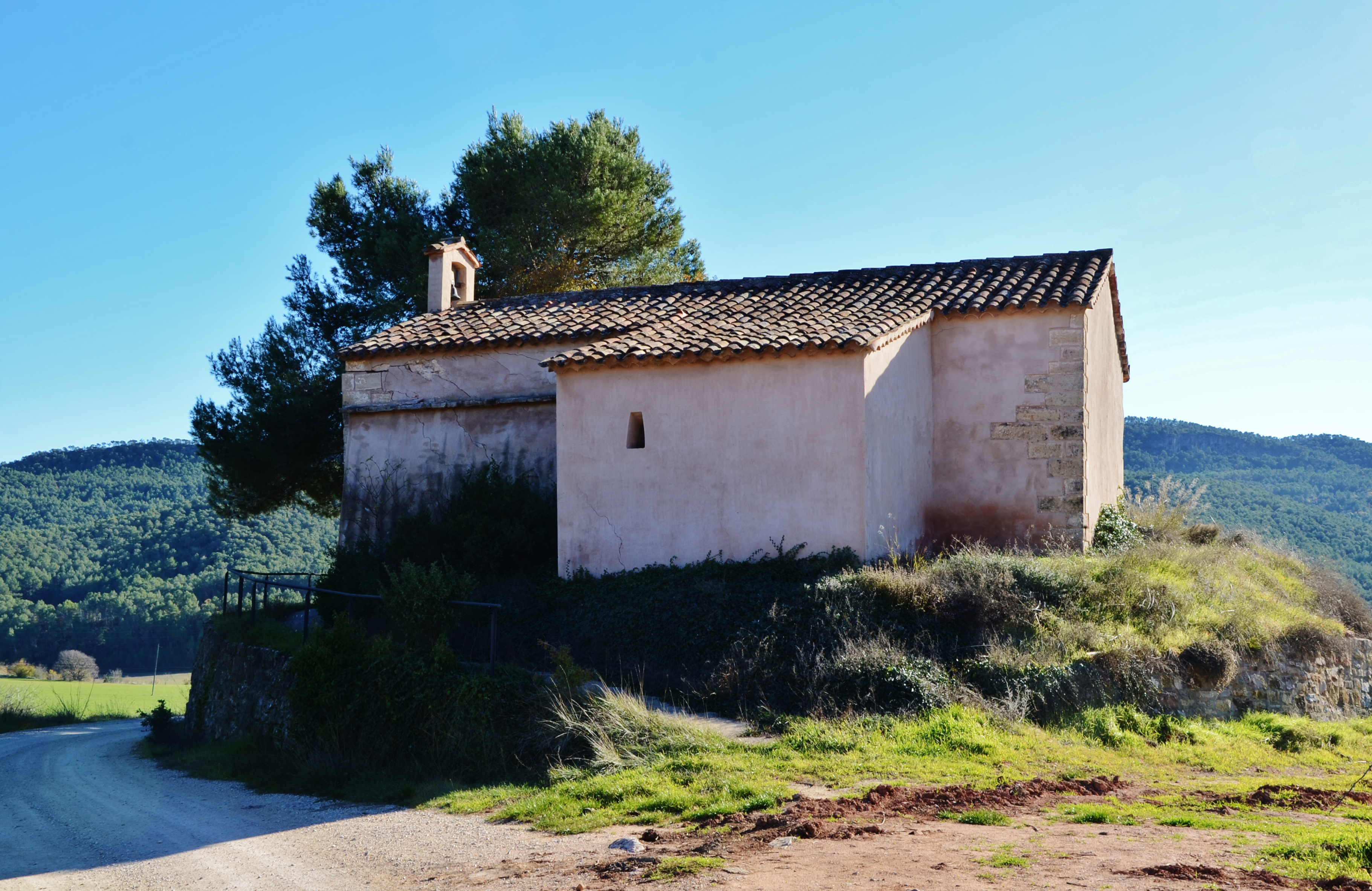
Antoniuskapelle
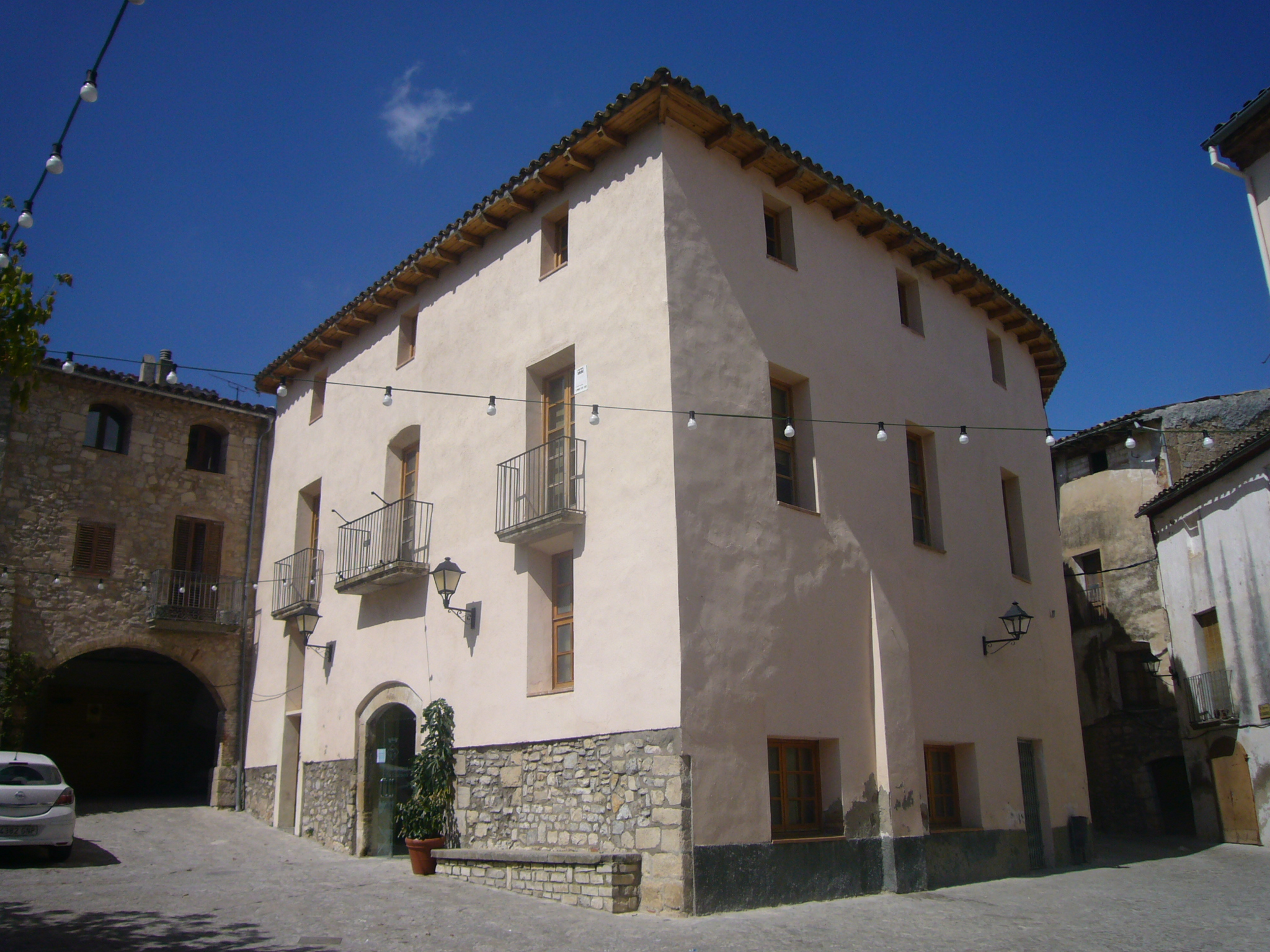
Rathaus